# امیل واترز
امیل واترز (انگلیسی: Amile Waters؛ زاده ۲۵ آوریل ۱۹۸۵) یک بازیگر پورنوگرافی اهل ایالات متحده آمریکا است.